# Crataegus roribacca
Crataegus roribacca — вид рослин із родини трояндових (Rosaceae).

## Біоморфологічна характеристика
Це дерево заввишки 40–70 дм. Кора стовбура темно-сіра, тонка, луската. Гілочки 1-річні середньо-коричневі, ± блискучі, старші темно-сірі; колючки на гілочках нечисленні, 3–5 см. Листки: ніжки листків 50–60% довжини пластини; пластини від яйцюватих до широко-еліптичних, 4–5.5 см, часточок по 0, чи 3 чи 4 з боків, пазухи неглибокі, краї зубчасті, верхівка загострена, адаксіальна поверхня густо запушена в молодості, потім ± гола. Суцвіття 8–20-квіткові. Квітки в діаметрі 13–15 мм; пиляки пурпурні. Яблука темно-червоні, іноді з помаранчевими або оранжево-червоними плямами, широко грушоподібні, 14–17 мм у діаметрі, гладкі; м'якуш блідо-жовтий; плодових кісточок 3. Цвітіння: квітень; плодоношення: вересень.

## Середовище проживання
Ендемік Північної Кароліни, США.